# Кукра (река)
Кукра (исп. Río Kukra) — река на юго-востоке Никарагуа, течёт по территории автономного региона Атлантико-Сур, в основном на восток. Впадает в лагуну Блуфилдс южнее города Блуфилдс на Москитовом берегу Карибского моря. Длина реки — 90 км. Площадь водосборного бассейна — 1593 км².
Среднегодовое количество осадков в бассейне реки — 3710 мм.
По течению реки проживают две общины народа Рама и различные общины местных переселенцев.

## Хозяйственная деятельность
Наряду с Блуфилдсом и Рио-Эскондидо, река Кукра была важным районом аграрной деятельности коренных народов и переселенцев. Рама выращивают зерновые возле залива Блуфилдс и вдоль реки Кукра.
Сельское хозяйство — единственная отрасль экономики вдоль реки Кукра.
В районе реки был обнаружен вид муравьев Pheidole psilogaster.